# مزرعة مشرف

## لمحة تاريخية
ينقل السيد محسن الأمين في كتابه أعيان الشيعة أن أصل تسمية هذه البلدة عائد إلى الأمير مشرف الوائلي الذي سكنها وتحصّن فيها، وبعد معركة جسر القاسمية، التجأ إليها وحاصره فيها الشهابيون والعثمانيون، إلى أن ألقوا القبض عليه، واقتادوه إلى صيدا حيث توفي هناك.

## الموقع
تقع البلدة شرقيَّ مدينةِ صور على بعد ٢٠ كلم متربعتًا على تلّةٍ ترتفع ٤٥٠ متراً عن سطح البحر 
تحدها بلدات عدّة من قضاء صور وهي : دير عامص البياض قانا عيتيت ومحرونة 
وبلدات اخرى من قضاء بنت جبيل وهي : ديرانطار حاريص وكفرا 
للوصول إلى القرية من مدينة صور 
١- صور الحوش عين بعال حناويه  ثم قانا راس الصليب فمزرعة مشرف . (١٠٦ كلم)
٢- صور برج الشمالي البازورية وادي جيلو عيتيت دوار راس الصليب فمزرعة مشرف (١٠١ كلم)

## السكان
يبلغ عدد سكان البلدة حوالي ٣ آلاف نسمة كحد أقصى إلا أن أغلب أهلها من المغتربين أو من سكان العاصمة بيروت ، حيث لا يتجاوز عدد سكانها الدائمين الألف نسمة على أبعد تقدير 